# Kellie Harrington
Kellie Harrington (Dublin, 11 de dezembro de 1989) é uma boxeadora irlandesa, campeã olímpica.

## Carreira
Aos 15 anos, Harrington desenvolveu um interesse pelo boxe e tentou entrar para o clube de boxe local, apenas para ser informada de que eles não aceitariam meninas. Ela foi medalhista de prata na divisão peso meio-médio leve no Campeonato Mundial Feminino de Boxe de 2016. Harrington conquistou a medalha de ouro nos Jogos Olímpicos de Verão de 2020 em Tóquio, após derrotar a brasileira Beatriz Ferreira na categoria peso leve e consagrar-se campeã.